# Walter Popp (écrivain)
Pour les articles homonymes, voir Walter Popp.
Walter Popp, né en 1948 à Nuremberg (Allemagne), est un écrivain et traducteur allemand.

## Biographie
Il étudie le Droit à l'Université Friedrich-Alexander d'Erlangen-Nuremberg, obtient son diplôme et entreprend une carrière d'avocat à Mannheim à laquelle il met un terme en 1983. Il se rend alors à Paris et travaille comme simple barman, puis s'installe en Provence en 1984. Il devient traducteur d'œuvres littéraires et d'ouvrages techniques.
En 1985, Popp écrit en collaboration avec son ami Bernhard Schlink le roman policier Brouillard sur Mannheim.

## Œuvre
- Selbs Justiz (1987), roman policier écrit en collaboration avec Bernhard Schlink Publié en français sous le titre Brouillard sur Mannheim, traduit par Martin Ziegler et revu par Olivier Mannoni, Paris, Gallimard, Série noire no 2479, 1997  (ISBN 2-07-049645-7)
- Marcel Dauphin, Tagebuch eines Boule-Spielers (2007)

## Adaptation
- 1991 : Der Tod kam als Freund, téléfilm allemand réalisé par Nico Hofmann, d'après le roman Brouillard sur Mannheim, avec Sebastian Koch et Heino Ferch